# Власенко, Василий Михайлович
Васи́лий Михайлович Власенко (1921—2012) — советский и украинский ученый в области химической технологии, кинетики и катализа, доктор химических наук (1967), профессор (1971), член-корреспондент НАН Украины (2 апреля 1976), заслуженный деятель науки и техники Украины (1991), лауреат Государственной премии УССР в области науки и техники (1970), премии им. Л. Писаржевского АН УССР (1984), премии Совета Министров СССР (1990). Участник Великой Отечественной войны. Награды: медаль «За победу над Германией», «Защитнику Отчизны» (1999), ордена «Знак почета» (1991), «За заслуги» (1997).
Первым в мире сформулировал и развил новое направление в практическом использовании катализа, названное им «экологический катализ». Возглавил первый в стране и в мире отдел экологического катализа, который функционировал в Институте физической химии НАН Украины. Автор более 300 публикаций, в частности 7 монографий, 50 авторских свидетельств и патентов.

## Биография
Родился 16 сентября 1921 г. в с. Яблонька (ныне г. Буча) на Киевщине в крестьянской семье. Родители: Михаил Кондратьевич (1883—1932) и Зиновия Калениковна (1884—1973). Окончил семилетку в Яблоньке, продолжил обучение в средней школе г. Ирпень, которую окончил с отличием.
В 1938 г. поступил на химико-технологический факультет Киевского политехнического института, однако в октябре 1941 г., с 4-го курса, перешел на обучение в Военную Академию химической защиты. В сентябре 1942 г. окончил инженерный факультет по специальности «противохимическая защита». Получил направление в г. Камышин, где служил в течение сентября-ноября 1942 года во время жестоких сталинградских боев. С ноября 1942 г. по сентябрь 1943 г. служил начальником службы противохимической защиты г. Улан-Удэ. В 1943—1946 гг. находился на такой же должности в только что освобожденном от оккупантов г. Сталино (ныне Донецк); одновременно вел курс санитарно-химической защиты в медицинском институте.
После демобилизации в 1946 г. вернулся в Киевский политехнический институт, который окончил в 1948 г. по специальности «технология электрохимических производств». Был направлен на Днепродзержинский азотно-туковий завод  на пуск и освоение первого в СССР производства тяжелой воды. Работал сменным инженером, заведующим цеховой лабораторией, руководителем исследовательской группы спецлаборатории, начальником ОТК, заместителем начальника и главным технологом объекта. Активно занимался рационализаторской деятельностью. За время работы на заводе стал автором пяти значительных технических усовершенствований производства и целого ряда рационализаторских предложений.
Там же начал научные исследования, которые продолжил, вступив в 1951 г. в аспирантуру Государственного института азотной промышленности (ГИАП). Работу выполнял под руководством д.х.н. Г. К. Борескова (впоследствии академика, основателя института катализа СО РАН). В 1955 г. защитил кандидатскую диссертацию «Изучение зависимости активности от пористой структуры катализаторов», посвященную макрокинетике процессов очистки технологических газов: водорода от дейтерия (в производстве тяжелой воды), водород-содержащих газов от кислорода и оксидов углерода (в производстве тяжелой воды и аммиака). Масштабное внедрение этих разработок на азотно-тукових заводах позволило значительно усовершенствовать производства тяжелой воды и синтетического аммиака и принесло большой экономический эффект. Позднее разработка «Коренное усовершенствование производства тяжелой воды и аммиака» была удостоена Государственной премии УССР в области науки и техники (1970). До 1958 г. работал в ГИАП младшим и старшим научным сотрудником. В этот период разработал ныне широко известный адсорбционно-каталитический метод очистки промышленных газов от вредных выбросов.
С 1958 г. научная деятельность В. М. Власенко связана с Академией наук Украины, из них 42 года (1958—2000)  с Институтом физической химии им. Л. В. Писаржевского АН УССР (НАН Украины), где он работал старшим научным сотрудником, а с 1969 г. заведующим новообразованным отделом каталитической очистки газов, который в 1981 г. получил название «отдел экологического катализа». В 1967 г. защитил докторскую диссертацию по теме «Каталитическое метанирование оксидов углерода». В 1976 г. избран член-корреспондентом АН УРСР по специальности «химическая технология». В 2000 г. по решению Президиума НАН Украины ученый переведен на должность советника при дирекции Института сорбции и проблем эндоэкологии НАН Украины.
Исследования механизма каталитического гидрирования СО позволили В. М. Власенко определить пути усовершенствования процесса синтеза метанола. Им разработан метод внеколонного восстановления цинкхромового катализатора при атмосферном и пониженном давлениях, позволивший существенным образом повысить производительность технологического процесса. В результате исследования закономерностей генезиса сложных оксидов шпинельной структуры — хромитов и алюминатов с высокоразвитой поверхностью созданы эффективные катализаторы процессов синтеза метанола и метиламинов, а также окисления галоид-органических соединений. Большой цикл теоретических и экспериментальных работ по каталитической очистке газов обобщен в монографии «Каталитическая очистка газов» (1973). Разработан метод очистки природного газа от гомологов метана путем деструктивного гидрирования на никелевых катализаторах, на протяжении многих лет использовавшийся на всех производствах хлорметанов в СССР.
Фундаментальные работы, посвященные физико-химическим основам процессов в условиях малых концентраций реагентов, особенностям макрокинетики этих процессов, взаимодействия реагентов с катализаторами, позволили В. М. Власенко впервые в мире (1980) сформулировать основные принципы нового направления в катализе — экологического катализа (1980), который ныне получил всеобщее признание. Ученый одним из первых понял важность такого катализа, учитывая глобальные проблемы охраны окружающей среды и специфику реакций, реализующихся согласно концепции нового направления. Руководимый им отдел экологического катализа, функционировавший в ИФХ НАН Украины до 2000 года, был первым в Советском Союзе и в мире отделом под таким названием. Позднее аналогичные научные подразделения были созданы в Институте катализа им. Г. К. Борескова (г. Новосибирск), институте «Химтехнология» (г. Северодонецк), и др.
В качестве важнейших составляющих процессов экологического катализа, направленных на защиту окружающей среды, В. М. Власенко определял методы очистки окружающей среды от токсичных загрязнений, а также принципиально безотходные технологии. Последнему направлению он уделял значительное место в своих исследованиях, так как понимал, что основной причиной загрязнения окружающей среды является несовершенство существующих технологий. В рамках этого направления предложил новые одностадийные безотходные синтезы: хлор-окси процесс (процесс Власенко) (1982) и синтез метиламинов, а также разработал эффективные катализаторы этих процессов.
При исследовании особенностей экологического катализа сформулировал понятие о макрокинетических факторах четвёртого рода; разработал пути интенсификации некоторых процессов газоочистки, обеспечивающих снижение энергетических затрат: адсорбционно-каталитический метод, газовое промотирование, очистка в гетерогенно-гомогенном режиме и др. Идеи, выдвинутые В. М. Власенко, помимо научной значимости, стали основой для создания новых методов очистки газовых выбросов. Разработанные им методы каталитической очистки газов от озона, оксидов азота, монооксида углерода, органических соединений различных классов во многом являются пионерскими как на Украине, так и за её пределами.

Последними из предложенных В. М. Власенко являются перспективные методы нетрадиционного катализа с непосредственным нагревом катализатора, что способствует реализации ресурсо- и энергосберегающих технологий продуцирующего и экологического катализа. В этом направлении созданы сетчатые и тканевые тонкопленочные контакты с электроподогревом для процессов технического катализа (синтез формальдегида из метанола) и экологического катализа (окисление монооксида углерода).

Результаты исследований В. М. Власенко отражены в более чем 300 публикациях, прежде всего 7 монографиях, среди которых "Каталитическая очистка газов (1973), «Катализ в азотной промышленности» (1980), справочник «Экология и экономика» (1986) и др. В 2010 году вышла из печати последняя монография В. М. Власенко «Экологический катализ», в которой обобщены многочисленные исследования, выполненные под руководством автора, сформулированы физико-химические основы и особенности экологического катализа. Результаты изобретательской деятельности В. М. Власенко отражены в 50 авторских свидетельствах и патентах.
Ученик выдающегося ученого, основателя института катализа СО РАН академика Г. К. Борескова, В. М. Власенко создал собственную научную школу и внес весомый вклад в химическую технологию и учение о катализе. Среди его учеников свыше 25 кандидатов и докторов наук.
Умер Василий Михайлович 8 мая 2012 года в Киеве.

### Научно-организационная деятельность
В. М. Власенко был активным членом многих научных обществ, научных советов, редколлегий.
Много лет возглавлял Украинскую секцию Научного совета «Катализ и его промышленное использование» Государственного комитета по науке и технике СССР, секцию «Научные основы разработки мало-и безотходных технологических процессов» Научного совета АН УССР по проблемам биосферы.
Активно работал как глава секции химии и химической технологии Украинского республиканского дома экономической и научно-технической пропаганды.
Неоднократно был организатором проведения научных форумов по различным проблемам физической химии и катализа, в частности: Второй советско-французский семинар по катализу (Киев, 1974), Республиканский семинар «Катализ и его промышленное использование» (Ужгород, 1978), Украинская республиканская конференция по физической химии (Ужгород, 1983), выездных заседаний соответствующих научных советов в Одессе, Донецке, Днепродзержинске и др.
Был главным редактором научного сборника «Катализ и катализаторы», членом редколлегии научных сборников «Химическая технология», «Катализ и нефтехимия».

### Награды и звания
- Государственная премия УССР в области науки и техники (1970)
- Орден Знак Почета (1981)
- Орден «За заслуги» (1997)
- Премия имени Льва Писаржевского АН УССР (1984)
- Премия Совета министров СССР (1990)
- Заслужений деятель науки УССР (1991)
- медали «За победу над Германией», «Защитнику Отечества» и др.